# 日本の鉄道駅

東京駅（丸の内側）

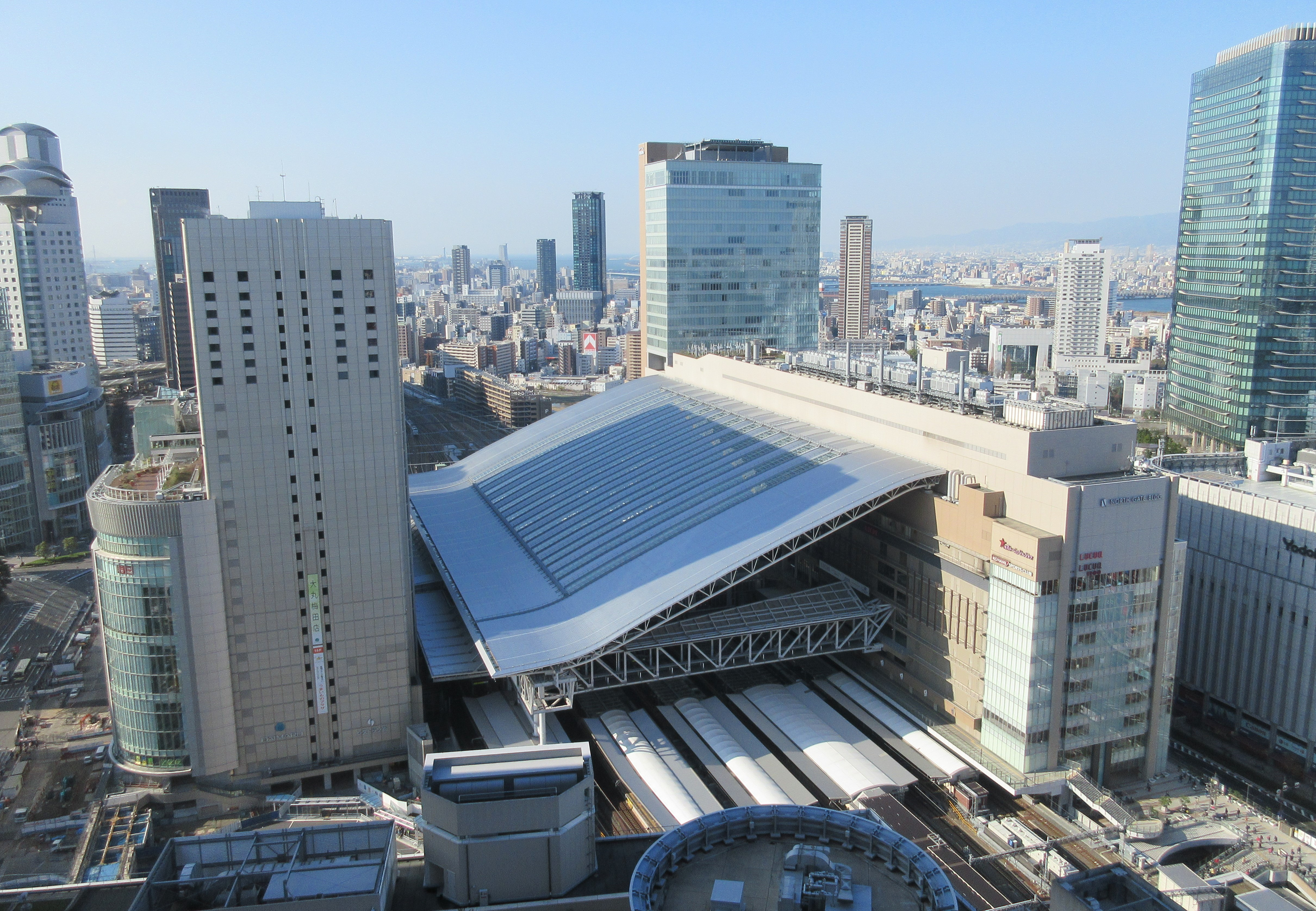
大阪駅

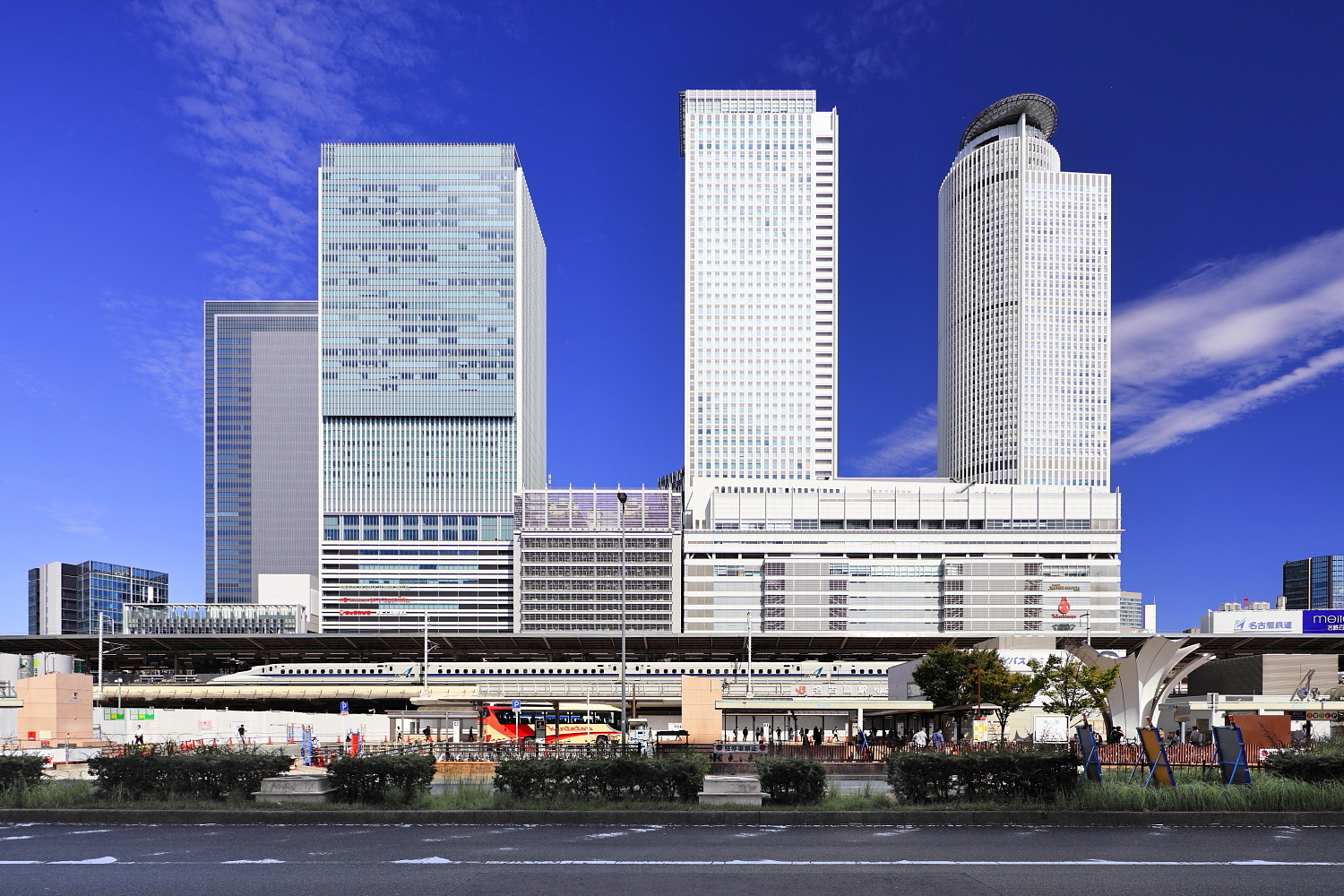
名古屋駅

日本の鉄道駅所在地

日本の鉄道駅（にほんのてつどうえき）は、日本における鉄道の駅について記述する。
日本では駅員が配置されている鉄道駅については乗車券等や入場券を持たないと乗降場に立ち入ることが出来ないようになっているのが一般的である。駅員が乗車券を検査・回収する出入口を改札口と呼ぶ。現在では都市部を中心に、乗車券の自動販売機（自動券売機）や自動改札機が多く用いられ、出札・改札業務の合理化が図られている。
また、かつての日本国有鉄道（国鉄）には仮乗降場という施設が存在し旅客の乗降を扱っていたが、これらは正規の鉄道駅ではなく、各地方管理局の権限で設けられた乗降のための施設で、主に北海道内に設置されていた。仮乗降場は1987年（昭和62年）の国鉄分割民営化までに所属する路線そのものの廃止や正式な駅への格上げによって姿を消した。

## 駅の分類
日本における扱う貨客や運営形態、構造などは、おおむね以下のように分類される。以下は基本的に旧日本国有鉄道の定義に準拠する。

### 扱う対象による分類

#### 一般駅
旅客と貨物双方を扱う機能を有しているものを指す。営業内容に小荷物取扱が含まれることもあるが、国鉄では荷物列車と共に1986年（昭和61年）11月1日の白紙ダイヤ改正をもって荷物の扱いは廃止されており、JR各社にも引継がれてはいない。
明治時代の鉄道開業当初の主要駅は、旅客も貨物も扱う一般駅として開業したところが多いが、その後、明治中期以降の貨物取扱量の増加によって、大都市のターミナル駅では貨物駅を分離させたケースが散見される。
一方、路線中間にある駅では、1970年代以降の貨物輸送の低迷による合理化で、1984年（昭和59年）に貨物列車の運行形態が車扱貨物からコンテナ列車主体に転換されて貨物取扱駅が整理され、一般駅は大幅に減少した。現状残っている一般駅は、ほとんどがコンテナ取扱拠点を併設していたり、石油類の発着拠点（製油所、油槽所）に接続する駅である。
なお、品川駅や名古屋駅などのように貨物設備がなく一見すると旅客駅のようなものや、仙台貨物ターミナル駅や東京貨物ターミナル駅などのように旅客設備が無く貨物駅のように見える一般駅も存在する。
主な一般駅
- 滝川駅
- 東室蘭駅
- 五稜郭駅・函館貨物駅
- 新富士駅・釧路貨物駅
- 東青森駅
- 弘前駅
- 大館駅
- 横手駅
- 郡山駅
- 東福島駅
- 小名浜駅
- 土浦駅
- 倉賀野駅
- 高崎駅
- 横浜羽沢駅
- 長津田駅
- 水戸駅
- 黒井駅
- 青海駅
- 竜王駅
- 南松本駅
- 北長野駅
- 大府駅
- 名古屋駅
- 沼津駅
- 四日市駅
- 安治川口駅
- 米子駅
- 伯耆大山駅
- 東松江駅
- 東福山駅
- 大竹駅
- 新南陽駅
- 下関駅
- 新居浜駅
- 松山駅
- 鍋島駅
- 有田駅
- 西大分駅
- 熊本駅
- 延岡駅
- 佐土原駅

#### 旅客駅
旅客が乗降するための駅。一般的に「駅」というと、旅客を扱う旅客駅あるいは一般駅を指す。

#### 貨物駅
貨物を積み降ろしするための駅。俗に言う「貨物基地」。貨物列車のみが停車し、一般客は乗降出来ない。列車の組成を行う操車場（ヤード）もこの貨物駅の一種にあたる。拠点となる貨物駅には「○○貨物ターミナル駅」のような名称がつけられているものも多い。また鉄道輸送の速達化によって、E&S（着発線荷役）方式という新技術も導入されているものや、貨物列車の発着がないオフレールステーションとなっているものもある。
主な貨物駅
- 北旭川駅
- 札幌貨物ターミナル駅
- 八戸貨物駅
- 秋田貨物駅
- 盛岡貨物ターミナル駅
- 酒田港駅
- 郡山貨物ターミナル駅
- 宇都宮貨物ターミナル駅
- 熊谷貨物ターミナル駅
- 越谷貨物ターミナル駅
- 新座貨物ターミナル駅
- 隅田川駅
- 梶ヶ谷貨物ターミナル駅
- 川崎貨物駅
- 千葉貨物駅
- 京葉久保田駅
- 横浜本牧駅
- 新潟貨物ターミナル駅
- 南長岡駅
- 富山貨物駅
- 金沢貨物ターミナル駅
- 南福井駅
- 敦賀港駅
- 静岡貨物駅
- 西浜松駅
- 岐阜貨物ターミナル駅
- 名古屋貨物ターミナル駅
- 京都貨物駅
- 大阪貨物ターミナル駅
- 吹田貨物ターミナル駅
- 百済貨物ターミナル駅
- 神戸貨物ターミナル駅
- 姫路貨物駅
- 岡山貨物ターミナル駅
- 広島貨物ターミナル駅
- 高松貨物ターミナル駅
- 北九州貨物ターミナル駅
- 福岡貨物ターミナル駅
- 鳥栖貨物ターミナル駅
- 鹿児島貨物ターミナル駅

### 駅員の配置の有無による分類

#### 有人駅
駅員が配置されている鉄道駅のこと。運営形態により、さらに下記の3つに分類することが出来る。

#### 直営駅
鉄道会社の正規社員が駅業務を行う駅のこと。駅の要員規模にもよるが、駅長・副駅長・助役（JR西日本は“係長”も存在）・一般社員全てが配置されている駅、駅長＋一般駅員、一般駅員のみ配置の駅も存在する。また委託駅や無人駅などを管理している駅も多く存在する。

#### 業務委託駅
鉄道会社の関連会社（ステーションサービスなど）等に、運転取扱を除く全ての業務を委託している駅。利用者にとって直営駅と大差はない。近年は駅ナカ商業施設や車両・駅舎清掃などの駅周辺付帯事業を運営する子会社に駅業務を委託する場合もある。
業務委託駅の駅員は、鉄道会社の制服を着用している場合と、委託先の制服を着用している場合がある。
- 北海道旅客鉄道（JR北海道）では、子会社の北海道ジェイ・アール・サービスネットに業務委託している。男性社員の制服はJR北海道のものだが、女性社員の制服は直営駅と異なる。
- 東日本旅客鉄道（JR東日本）では、子会社のJR東日本ステーションサービス（JESS）・JR中央線コミュニティデザイン・千葉ステーションビル・JR東日本東北総合サービス（LiViT）・JR東日本新潟シティクリエイト（JENIC）・ステーションビルMIDORIに業務委託している。それぞれ各社独自の制服を着用している。企業内ではエリアごとに制帽の有無もある。
- 東海旅客鉄道（JR東海）では、子会社のJR東海交通事業[1]に業務委託している駅があり[注釈 4]、東海旅客鉄道本社が貸与する制服を着用している（名札の取付方が違うので、見分けはつく）。また新幹線鉄道事業本部エリアでは同じく子会社の新幹線メンテナンス東海、関西支社エリアでは関西新幹線サービックにそれぞれ業務委託している。
- 西日本旅客鉄道（JR西日本）では、JR西日本交通サービス・JR西日本中国交通サービス・JR西日本金沢メンテックに業務委託している駅があり、これらはそれぞれ各社独自の制服を着用している。
- 九州旅客鉄道（JR九州）では、かつてJR九州サービスサポートに業務委託していたが、2023年10月1日より駅業務効率化のため、全業務委託駅がJR九州の直営駅となった。

JRと他社私鉄や地下鉄との共同使用駅の一部では、他社側に駅業務を委託している駅がある。このような駅の場合、JRの乗車券類の発売に制限が生じる場合がある。
なお、JR以外にも駅業務を関連会社に委託している鉄道会社が増えてきている。

#### 簡易委託駅
一般的に委託駅と言うとこの形式を示すことが多い。業務委託駅と区別するため、「簡託（駅）」「簡委」と通称されることもある。乗車券類の発売（出札業務）が、鉄道会社から市町村・農協・駅前商店・個人などに委託された駅をいう。
基本的に、簡易委託駅の駅員は乗車券類発売など、窓口の出札業務だけを行う。このため、集札及び改札などの業務は、その駅に停車する列車の乗務員（車掌若しくはワンマンの場合は運転士）が行う。ただし、小浜線の美浜駅や、芸備線の備後庄原駅などのように、簡易委託駅でも駅で改札業務を行う駅も存在する。
形態的には駅舎内で乗車券類を発売する駅と、受託者の自宅や商店などで発売する駅がある。
駅舎内で委託している場合でも、委託駅員が直接客扱いを行うことはなく、窓口で発売される乗車券類も、原則として近距離乗車券や回数券等に限られるなど制約がある。ただし、JR北海道・JR東日本・JR西日本・JR九州管内においては、子会社や市町村などの公益団体、一般企業への委託を中心とした一部の簡易委託駅で委託駅員が集改札や精算を行っているケースもみられるので、一概には言えなくなっている。また、市町村・企業委託などの場合は全国の乗車券・指定券を販売できる契約を結ぶ例もある。簡易委託駅の委託駅員は市販の事務服などの私服や委託企業の制服で勤務しているケースが多い。
受託者側に発売所を置いている場合は、駅舎があっても駅業務には使用されず、外見上には無人駅と変わりがない。また、国鉄時代に簡易委託化される場合は官報または国鉄により公示されていた。公示は単に「無人駅化」であるが、この意味は国鉄職員を配置しないことであり、委託者についてはこの限りではない。
なお、営業時間が24時間でない駅もあるため、高山本線や太多線のように夜間にワンマン列車を運転する路線については、回収ボックスに入れる形式となっている。上記路線の他にも、JR東海管内の東海道本線・中央本線以外の路線では閉鎖時間は車掌が集札を行っている。
簡易委託駅の売上金は、決められた日に管理駅へ納入することになっている。切符販売委託料は各会社ごとに決められており、JR東日本の場合は1枚につき額面金額の5%（ただし定期券は1.8%）となっている。JR西日本では常備券の束が1冊11枚綴りになっており、10枚分の値段で管理駅から購入する。11枚売り上げの内、1枚分が受託者の収入となる。また、市町村委託でJR東海と同様にジェイアール西日本交通サービス等のJR西日本の関連会社や地元の旅行会社・タクシー会社に再委託する場合はマルス端末やPOS端末が設置されたり、指定券の販売をマルス端末または料金専用補充券で行う場合もある。また、市町村やNPO法人などへの委託の場合、券売機やICカードチャージ機の設置で切符販売を取りやめても、券売機やチャージ機の売上から受託者が販売手数料を受取る形で簡易委託扱いを継続している例がある。

#### 無人駅
駅員が常駐していない駅のこと。「駅員無配置駅」とも呼ばれる。

### 駅の権限による分類

#### 管理駅
運営会社より所定の独自裁量権限を与えられている駅。駅長が最高権限を持つ。管理下にある駅（被管理駅）に社員をラッシュ時のみ派遣するといった人事権の一部も認められていることが多い。また近隣の業務委託駅・簡易委託駅の指導や被管理駅・無人駅の整備なども行う。なお、JR九州では業務体制見直しに伴い、無人駅整備に限れば、一部地域で、直営駅ではなく鉄道事業部工務センター担当となっている。
乗降客の多い駅が管理駅と思われがちだが、実際の分布を見ると乗降人口よりも鉄道施設の充実度が重視されている傾向にある。例えば兵庫県の明石駅は明石市の中心部にあり、隣の西明石駅より1万5千人以上も多くの乗降客があるが、西明石駅傘下となっている（ただし地区駅として駅長を配置）。
また配置人員が少ない管理駅では、近隣の管理駅からの助勤が頻繁に行われている。

#### 地区駅
JR東日本の場合、管理駅を地区ごとにまとめ、その中で重要な駅を地区駅とし、その地区駅の駅長は「地区駅長」を兼務する。例えばJR東日本仙台支社古川地区の地区駅長は古川駅長が兼務し、石巻駅・小牛田駅・くりこま高原駅を統括していた。各地区ごとに地区指導センター、地区センター、サポートセンター等の後方支援業務を中心に行う部署を設置している支社もある。
JR東日本新潟支社のように周辺駅管理業務を地区駅に集約し、地区駅以外の直営駅は自駅単独管理となっているケースもある。例えば酒田地区は酒田駅と鶴岡駅が直営駅としてあるが、鶴岡駅は自駅のみ管理し、その他の無人駅・簡易委託駅・業務委託駅の管理はすべて地区駅である酒田駅が管理駅として行っている。
JR東日本においてはいくつかの管理駅や地区センター等を融合した営業統括センターやさらに乗務員職場（運転区・車掌区・運輸区）を融合した統括センター化を進めており、従来の地区という区分が薄れつつある。新潟支社のように新潟・長岡・酒田の3地区をそのまま新潟・長岡・庄内の各統括センターとしたところもあれば、高崎支社のように前橋地区を前橋統括センターと渋川営業統括センターに分割したケースもある。盛岡支社のように八戸地区を青森地区に統合したものの、営業統括センター設置にあたり、旧来の青森地区は青森営業統括センター、旧来の八戸地区は八戸営業統括センターと再度分かれたケースも存在する。
なお、会社ごとで用語・体制が異なるためか、JR西日本の場合は、JR東日本での「地区駅」に相当する駅（鉄道部制の線区・区間でも管理駅が複数ある場合もあり）を「管理駅」とし、その傘下にある拠点駅を「地区駅」として駅長（部内的には管理駅の助役）を配置して、管理業務を分担している。

#### 被管理駅
管理駅より限定された裁量権限を与えられている駅。直営駅では助役（複数の場合は筆頭助役）が最高権限を持ち、駅長の肩書きを与えられている場合もある。しかしその裁量範囲は管理駅に委ねられており、重要な決裁は管理駅の駅長が行なう場合が多い。委託駅・無人駅では管理駅長がそのまま兼任したり、管理駅の中で担当助役が任命されているようである。
なお、管理駅から駅員が派遣されている直営駅のことを派遣駅という。派遣駅は基本的には前述の通りだが、実際には派遣駅在勤の駅員が配置されていることもある。この場合、所属は管理駅だが配置箇所は派遣駅となっている。なお派遣駅在勤の駅員は配置人員が少ないため、日常的に管理駅からの助勤が行われている。

### 駅の設置期間による分類

#### 常設駅
設置された後、原則として通年営業を行う駅。

#### 臨時駅
特定の時期にのみ営業をする駅、あるいはイベントなどで一時的に設置されて営業を行う駅。臨時駅も参照。

#### 休止駅
駅自体は存在するが、何らかの理由で列車が止まらない駅。休止駅も参照。

## 所属線
JR（国鉄）の鉄道駅は、それぞれに対し1つ所属線が定められている。複数の路線が集まる駅でも同様で、所属線以外の路線が乗入れる形になっている。基本的に駅の設置と同時に開業した路線が所属線となるため、隣の駅でも所属線が異なる場合がある。
また、元々の所属線が他事業者へ転換となった場合、その駅の所属線は残存した接続路線に変更される。これは特に整備新幹線の並行在来線が経営分離されることで発生することが多い。以下に例を示す。
- 青森駅：東北本線→奥羽本線（東北新幹線延伸による東北本線八戸駅 - 青森駅間の青い森鉄道への転換のため）
- 野辺地駅：東北本線→大湊線（上記と同じ理由）
- 八戸駅：東北本線→八戸線（上記と同じ理由）
- 好摩駅：東北本線→花輪線（東北新幹線延伸による東北本線盛岡駅 - 目時駅間のIGRいわて銀河鉄道への転換のため）
- 釜石駅：山田線→釜石線（山田線宮古駅 - 釜石駅間の三陸鉄道への転換のため）
- 今泉駅：長井線→米坂線（長井線の山形鉄道への転換のため）
- 小諸駅：信越本線→小海線（北陸新幹線部分開業による信越本線軽井沢駅 - 篠ノ井駅間のしなの鉄道への転換のため）
- 豊野駅：信越本線→飯山線（北陸新幹線延伸による信越本線長野駅 - 妙高高原駅間のしなの鉄道への転換のため）
- 糸魚川駅：北陸本線→大糸線（北陸新幹線延伸による北陸本線市振駅 - 直江津駅間のえちごトキめき鉄道への転換のため）
- 富山駅：北陸本線→高山本線（北陸新幹線延伸による北陸本線倶利伽羅駅 - 市振駅間のあいの風とやま鉄道への転換のため）
- 高岡駅：北陸本線→城端線（上記と同じ理由）
- 津幡駅：北陸本線→七尾線（北陸新幹線延伸による北陸本線金沢駅 - 倶利伽羅駅間のIRいしかわ鉄道への転換のため）
- 紀伊中ノ島駅：和歌山線→阪和線（和歌山線が田井ノ瀬駅 - 紀和駅の経路から田井ノ瀬駅 - 和歌山駅の経路に変更されたため）[3]
- 紀和駅：和歌山線→紀勢本線（上記と同じ理由）[4]
- 和歌山市駅：和歌山線→紀勢本線（上記と同じ理由）[5]
- 若井駅：中村線→予土線（中村線の土佐くろしお鉄道への転換のため）
- 伊万里駅：松浦線→筑肥線（松浦線の松浦鉄道への転換のため）
- 志布志駅：志布志線→日南線（志布志線廃止のため）

## 鉄道駅の現在
駅は、単に列車の乗客を乗降させるという役割に留まらない。駅ビルを併設したり、ホーム等に売店・食堂などの店舗を設置したりすることは古くから行われてきた。
駅構内にコンビニエンスストアや、複数の飲食店、書店、衣料品店などの、いわゆる「駅ナカ」と称したショッピングゾーンが設置されることがある。これらに加え、コンサートや展示会等のイベントが行われたりするなど、鉄道利用者の生活支援や文化活動なども色々と行われている。
また、2000年に制定された高齢者、身体障害者等の公共交通機関を利用した移動の円滑化の促進に関する法律（交通バリアフリー法。2006年に高齢者、障害者等の移動等の円滑化の促進に関する法律へ移行）により、高齢者や障害者に使いやすい環境を整えることが求められている。
これにより、エスカレーターやエレベーター、障害者やオストメイトに対応したトイレの設置が広まり、障害のある人にもより使いやすいようになりつつある。
国土交通省により2010年までに、乗降客5000人以上の駅で段差が5m以上ある場合、エレベータ・エスカレータにより段差を解消することなど、移動円滑化を図ることを目標にしている。さらに、一部の路線の駅では、線路への転落事故を防止するためのホームドアの設置が行われており、安全にも配慮がなされている。
かつては小さな駅でも貨物や運転を取扱うために駅員がおり、小さい駅でも一定以上の規模の駅舎が必要だった。しかし最近は人件費節約や、維持に費用の掛からないもの（メンテナンスフリー）を優先するような経営姿勢により、乗降客が非常に少ない場合は、地方を中心に無人駅化される例が多く見られるようになった。かつての駅舎が撤去され、待合室のみ、出札小屋のみ、あるいは建物が何もない駅なども出てきた。一方、都心部では駅に人が集まることを利用した駅ビルや、自由通路を兼ねる橋上駅舎などが増えている。

## 利用人員
駅の利用人員は通常、改札を通過した人員数で表され、乗車のみを集計した「乗車人員」または降車も合算した「乗降人員」が用いられる。日本においては、JRでは前者、その他の事業者では後者が主に用いられている。
この数字には直通運転により事業者をまたがる場合も集計される一方、同一事業者間での乗継は考慮されないなど、感覚的な駅の利用者数とは必ずしも一致しない。

## 建築基準法と駅舎
建築基準法には「駅舎」の用語はないが、同法2条でこの法律が適用される「建築物」から除外されるものとして「鉄道及び軌道の線路敷地内の運転保安に関する施設並びに跨線橋、プラットホームの上屋、貯蔵槽その他これらに類する施設」が挙げられている。したがって、プラットホームに接する出改札施設、駅事務室などは同法の適用を受けないとされる。橋上駅や地下駅の階段や通路も同様である。ただし、駅施設と一体になったいわゆる「駅ビル」の商業施設、一般居室ならびに避難設備は構造を含め建築基準法の適用を受ける。詳細の運用は特定行政庁により異なる。また、同法40条の規定により地方自治体が条例で規制を付加することが出来るので、安全やユニバーサルデザインの観点からこれを定めるところがある。また、都心部における土地の有効利用の観点から鉄道を含めた高架工作物の敷地内では、建築基準法の道路斜線、日影規制など集団規定の一部の適用が除外されることとなっている。

## 特徴的な駅舎

### 歴史的な駅舎
- 新橋停車場*（東京都） - 日本最初の鉄道駅。汐留再開発に合わせて、古写真や発掘調査を元に日本最初の駅舎が復元された。
- 長浜駅*（滋賀県、北陸本線） - 1882年3月10日開業当時の駅舎が現存している。日本最古の鉄道駅舎として鉄道記念物に指定されており、「旧長浜駅舎鉄道資料館」として公開されている。
- 亀崎駅（愛知県、武豊線） - 1886年3月1日開業当時の駅舎とされ、現存しているだけで無く現在も使用が続けられている。現役駅舎の中で最古であり、木造駅舎としては現存する日本最古の駅舎とされる。
- 大隅横川駅・嘉例川駅（明治36年、JR九州） - 開業当時の木造駅舎が現用されている。
- 二条駅*（明治40年、京都鉄道→JR西日本、梅小路蒸気機関車館→京都鉄道博物館資料展示館として移築保存）
- 浜寺公園駅（明治40年、南海電気鉄道）
  - 建築家辰野金吾設計。木造平屋建ての洋風駅舎（辰野が初めて手がけた駅舎）で、私鉄最古の駅舎でもある。
- 軽井沢駅*（明治45年、JR東日本、（旧）軽井沢駅舎記念館として移築保存）
- 室蘭駅*（明治45年、JR北海道、観光案内所、多目的ホールとして保存）
- 上熊本駅*（大正2年、JR九州）
- 新八日市駅（大正2年、近江鉄道）
- 東京駅丸ノ内側（大正3年、JR東日本ほか）
  - 赤レンガの駅舎は建築家辰野金吾の代表作の一つ。2012年に、建造当時の姿に「復元」された。
- 門司港駅（大正3年、重要文化財、JR九州） - 駅舎腐食により改築中。
- 折尾駅*（大正5年、JR九州） - 保存か廃棄か地元と協議中。
- 諏訪ノ森駅・高師浜駅（大正8年、南海電気鉄道）
- 美濃駅*（大正12年、名古屋鉄道、廃線廃駅後も保存）
- 蛸地蔵駅（大正14年、南海電気鉄道）
- 栃木駅*（昭和3年、JR東日本・東武鉄道、栃木市総合運動公園付近のスーパーカーミュージアムに移築）
- 神戸駅（昭和5年、JR西日本）
- 出雲大社前駅（昭和5年、一畑電車）
- 大社駅*（大正13年、JR西日本、廃線廃駅後も保存）
- 宇治山田駅（昭和6年、近畿日本鉄道）
- 琴平駅（昭和11年、JR四国）
- 熱塩駅*（昭和13年、国鉄、廃線廃駅により現・日中線記念館）
- 旧同和鉱業片上鉄道線の駅舎群*（廃線廃駅、一部は現存）
- 西岩国駅（1929年（昭和4年）、現在も使用、岩徳線）

など（*は新駅舎への移行または廃線・廃駅により現在駅舎として使用していないもの）

### その他
- 深谷駅（埼玉県、JR東日本 高崎線）
東京駅を模した新しい橋上駅舎である。当地は実業家渋沢栄一の出身地で、渋沢が建設したレンガ工場があり、多くのレンガを生産していた。東京駅舎でも使われたため、それを記念したデザインになったという。ただし橋上駅舎の耐荷重の問題で実際にはレンガ調のタイルが用いられている。
- 川崎駅（神奈川県、JR東日本 東海道線/京浜東北線/南武線）
駅舎の大半は駅ビルにて構成されているごく一般的な物。比較的新しい物に見えるが大半の建物はもうじき築40年を迎える。本来は改築すべきだったが当時は国鉄の末期であり資金が無く困難だったため、駅舎の一部分を川崎市に提供し東西自由通路を設置してもらう。駅ビル部分は大規模な耐震工事に加えて増築するなどの大規模な工事を短期間に行ったため業界では有名である。
- 旧敦賀港駅舎（福井県）
1999年開催の「つるが・きらめき・みなと博21」に合わせて「欧亜国際連絡列車」の発着駅として賑わった時代の敦賀港駅駅舎を再現したもの。
- 柏原駅（兵庫県、JR西日本 福知山線）
1990年に大阪市の鶴見緑地で開催された「国際花と緑の博覧会」でJRが敷設したドリームエキスプレスの「山の駅」駅舎を柏原町（現丹波市）の「丹波の森」構想に合致するものとして翌年移建した。